# Australneger

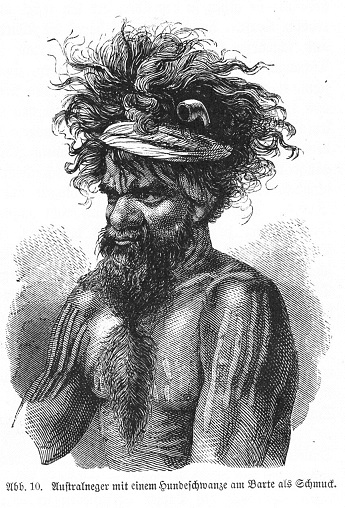
Bildunterschrift: „Australneger mit einem Hundeschwanze am Barte als Schmuck.“ (Holzschnitt um 1890). Seine Arme und Brust sind deutlich skarifiziert. Aus seinem Haarschopf ragt über dem Kopfband eine Tabakpfeife heraus.

Mit dem Begriff Australneger, auch Austral-Neger geschrieben, wurde in der Vergangenheit im deutschsprachigen Raum die indigene Bevölkerung Australiens mit Tasmaniern bezeichnet. Dieser Begriff stammt aus den Rassentheorien, in der die Menschheit in verschiedene Rassen eingeteilt wurden. Diese Theorien, vor allem im 19. und bis zur Mitte des 20. Jahrhunderts weit verbreitet und einflussreich, gelten heute als überholt und wissenschaftlich unhaltbar und die Verwendung des Begriffs als rassistisch.
Der Begriff Australneger ist in Deutschland „so gut wie verschwunden“, findet sich allerdings gelegentlich im völkischen und rechtsextremistischen Vokabular.

## Kolonisierung Australiens und Rassismus
Im Gegensatz zur Kolonisierungs- und Verdrängungspolitik Südamerikas mit der Folge des Entstehens einer multiethnischen Bevölkerung hatte die koloniale Besiedlungspolitik der Briten in Australien die vollständige Verdrängung der Aborigines aus ihren angestammten Lebensräumen zur Folge und es drohte die vollständige Vernichtung. Dieser Prozess zog sich über lange Zeiträume hin; weder folgte dieser Prozess einem Programm noch war er durch rassistische Überlegenheitskonzepte legitimiert. Zu den Merkmalen des neuzeitlichen Rassismus gehörte es, dass sich Praxis und Ideologie gegenseitig bedingten und dass nachträgliche Rechtfertigungsmodelle hierarchischer Naturhierarchien entstanden. Der Historiker Christian Geulen hält es für falsch, die Geschichte der kolonialen Expansion als Folge des bestehenden Rassismus in Europa zu betrachten, umgekehrt gehöre die Expansion zu den langfristigen Bedingungen, die die Herausbildung des „modernen europäischen Rassismus“ möglich gemacht hätte.
ab 1788
Die britische Kolonisation Australiens begann 1788 mit der Ankunft der First Fleet in der Botany Bay. Die Aborigines lebten als Jäger und Sammler, d. h. sie ernährten sich aus der Natur. Die Briten betrieben eine Kolonisierungspolitik, in der für die Lebensweise der indigenen Bevölkerung kein Platz war und raubten ihnen ihre Lebensgrundlagen und verdrängten sie, auch unter Anwendung von Gewalt. Nach Schätzungen des Australian Bureau of Statistics sank die Bevölkerung der Aborigines von ursprünglich 300.000 bis 1 Million bis 1920 auf 60.000. Große Teile der Aborigines starben an eingeschleppten Krankheiten durch die Europäer wie Influenza oder bei der Pockenepidemie von 1789. Seit 1836 gab es in den britischen Kolonien Australiens sogenannte Protectors of Aborigines („Beschützer der Aborigines“), seit der zweiten Jahrhunderthälfte die Aboriginal Protection Boards. Diese erhielten später aufgrund von Gesetzen wie beispielsweise dem Aboriginal Protection Act 1869 in Victoria weitgehende Rechte; zum Beispiel Kontrolle über die Aborigines hinsichtlich ihres Wohnortes, ihrer Arbeit, ihrer Heiraten, ihres sozialen Lebens und weiterer Aspekte sowie das Recht, über den Verbleib der Kinder zu entscheiden. Im 19. und frühen 20. Jahrhundert kam es zu vielen, zum Teil tödlichen Auseinandersetzungen und einer Welle von Massakern an Aborigines. Nach Schätzungen starben bei gewaltsamen Auseinandersetzungen 3000 europäische Siedler und 20.000 Aborigines. Auslöser von Konflikten war zumeist der Zugang zu Nahrungsquellen. Ferner zerstörten Schafe und Rinder der Siedler Wasserlöcher und Grasland. Damit verloren Aborigines ihre Lebensgrundlage und begannen stattdessen, das Vieh der Siedler zu bejagen, um sich zu ernähren. Vereinzelt wurden Aborigines-Reservate eingerichtet, die kaum belegt waren. Ein Teil davon wurden später Aborigines-Missionsstationen, insgesamt wurden die Aborigines von ihrem Land verdrängt.
ab den 1960er Jahren
Generationen von Kindern der Aborigines-Familien wurden offiziell von 1909 bis 1969 aus ihren Familien herausgenommen, davon waren zehn bis 30 Prozent der Aborigines-Kinder betroffen. Dahinter steckte die Vorstellung, man könne mit dieser Methode alle Aborigines-Gen-Anteile ausmerzen. Dieser Menschenrechtsverstoß wurde als Gestohlene Generationen bekannt. Erst 1992 erhielten Aborigines-Stämme erstmals durch das Gerichtsurteil Mabo v. Queensland Landrechte an ihrem angestammten Land in Form der sogenannten Native Title.
Am 27. März 2013 verabschiedete das australische Unterhaus eine Gesetzesinitiative, die zum Ziel hatte, die Aborigines als erste Bewohner Australiens anzuerkennen. Dieses Gesetz sollte allerdings erst in Kraft treten, wenn es durch ein Referendum bestätigt würde. Am 28. März 2018 erlosch diese Gesetzesinitiative ergebnislos.

## Name
Für die indigene Bevölkerung Australiens hat sich heutzutage im deutschsprachigen Raum der Begriff Aborigines durchgesetzt. Er wird auch so im Duden verwendet. Der Begriff Australneger ist in heutigen Deutschland weitestgehend aus dem Sprachgebrauch verschwunden. Im englischsprachigen Raum gilt der Begriff Aborigines mittlerweile als wertend; stattdessen wird der Begriff Aboriginal benutzt.

## Erste Übersetzung als „Eingeborene“
Die beiden ersten Aborigines, die im Jahr 1792 nach Europa reisten, waren Bennelong und Yemmerrawanne. Sie kamen in Begleitung des ersten britischen Gouverneurs Arthur Phillip von New South Wales nach England und wurden am 24. Mai 1793 König Georg III. vorgestellt. Im England stieg dadurch das Interesse an den indigenen Bewohnern Australiens an, was sich anschließend weiter über Europa verbreitete.
In den folgenden Jahren wurden Reiseberichte in England publiziert und auch in die deutsche Sprache übersetzt. In den ersten deutschen Übersetzungen, beispielsweise in der Geschichte der brittischen Volkspflanzung in Neuholland oder Neusüdwales vom 13ten May 1788 bis zum September 1796, publiziert in Halle im Jahr 1799 von David Collins, wurde der damals verwendete, englische Begriff Aborigines in der deutschen Ausgabe mit Eingeborene übersetzt.

## Begriffliche Verwendung

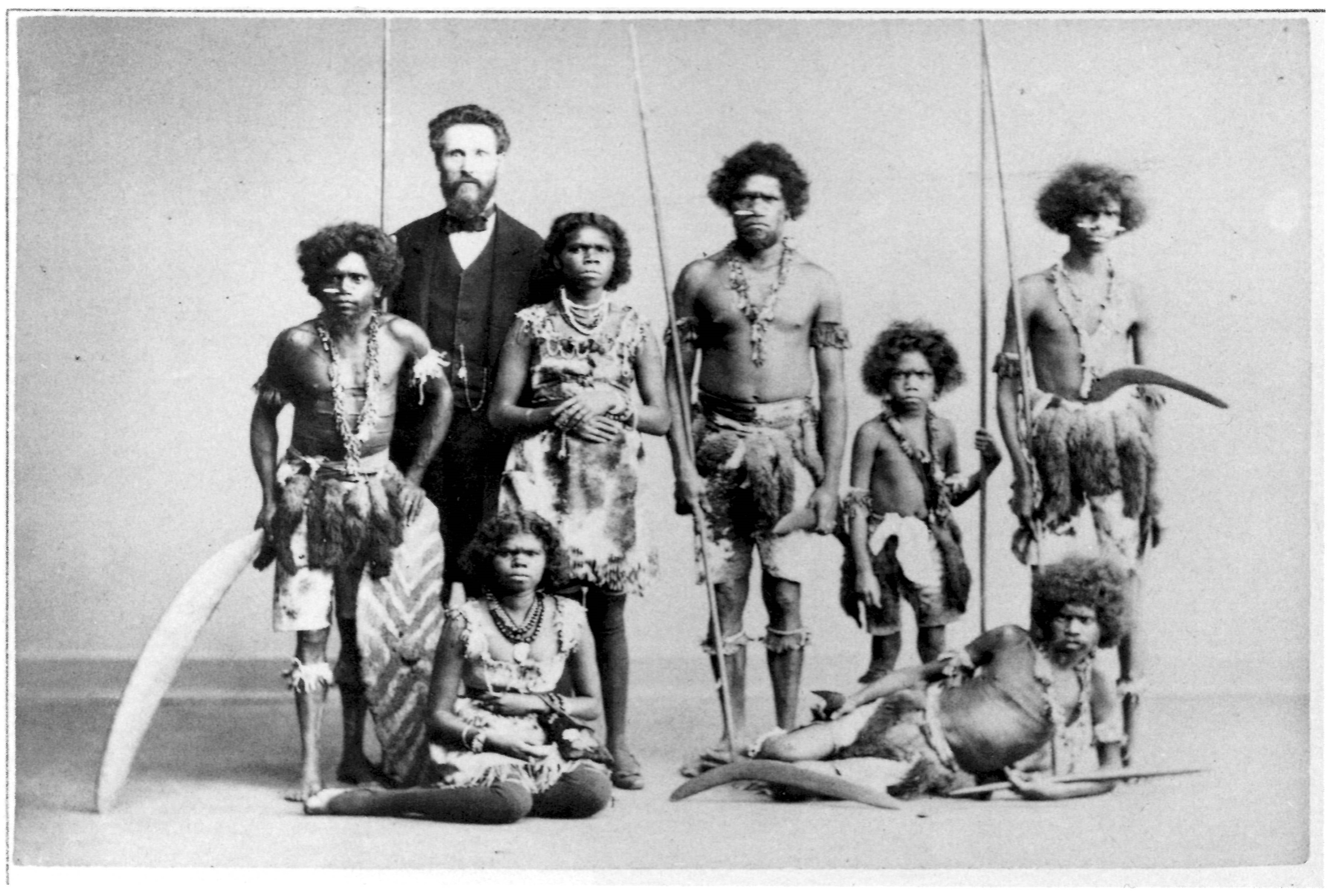
R. A. Cunningham mit der Gruppe der im Juli 1884 sieben Aborigines, Foto von Carl Günther (Berlin)

Wann der Begriff Australneger zum ersten Mal im deutschsprachigen Raum verwendet wurde, ist nicht genau bekannt.
Rassentheoretische Bezeichnungen, entstand als Folge eines Diskurses, der im 17. Jahrhundert in den europäischen Wissenschaften begann, der sich im 19. Jahrhundert an Universitäten etablierte und sich in der Politik verbreiten konnte. Diese völkischen und deutschnationalen Ideologien sortieren Australneger in die Negritos ein, dunkelhäutige und kleinwüchsige Völker in Süd- und Südostasien, die vorgeblich zu den niedrigsten Menschenrassen zählen. In Deutschland begannen gegen Ende des 18. Jahrhunderts politisch deutschnationale Kräfte Jugendbewegungen zu organisieren, die sich öffentlich äußerten, so ordnete der beispielsweise der völkische und antisemitische Norddeutsche Jugendverband zu Hamburg im März 1894 die Australneger folgendermaßen in einem Flugblatt ein: „Nie werden wir in allgemeiner Menschenverbrüderung Botokuden, Hottentotten, Australneger und Juden liebend umarmen, denn deutschnational heiße, Deutschland über alles in der Welt zu lieben.“
Das Handbuch der Geschichte der Medizin (1902) nutzt sowohl „Eingeborene Australiens“ wie auch „Australneger“. Der Verfasser bezeichnet die Eingeborenen Australiens als „Volksstamm“, der „in kultureller Beziehung auf einer besonders niederen Stufe“ stehe.
Im Rahmen von Völkerschauen wurde Aborigines beispielsweise bei Cunninghams Völkerschau der Aborigines 1883–1888 oder im Zoo Basel in der Schweiz vom 28. Juni bis 8. Juli 1883 (Austral-Neger ‘Bonny’) zur Schau gestellt. Im Hotel Mosella in Chemnitz wurden im Jahr 1884 Aborigines für ein Eintrittsgeld von 25 Pfennig als Menschenfresser-Attraktion vorgeführt.

### Deutsches Kaiserreich
Wie sich der Begriff Australneger durchsetzen konnte, ist nicht erforscht. Verwendet wurde Australneger in der damaligen Literatur und im seinerzeit üblichen Sprachgebrauch, insbesondere gegen Ende des 19. Jahrhunderts. Die Rassentheorien und die Gliederung in Rassen dienten im Deutschen Kaiserreich auch der Legitimierung einer geografischen Expansion und des Erwerbs von Kolonien. Unter der Kanzlerschaft von Otto von Bismarck (1871–1890) wurden die meisten deutschen Kolonien – teils gewaltsam – erworben. Damit sollte das Bild einer starken Nation ausgeprägt, geostrategische Stützpunkte befestigt und Zugang zu Rohstoffen, die die Wirtschaftsentwicklung förderten, gewonnen werden.
Mit der Vorstellung einer niederen Rasse entstand ein „rassisches“ Menschenbild, das zwischen hohen und niederen Rassen unterschied. Die Verwendung einer „niederen Stufe“ ermöglichte den Schluss, dass man selbst auf einer höheren Stufe lebe. Derartige Menschenbilder verbreiteten sich durch die Medien. Hierbei spielten gegen Ende des 19. Jahrhunderts in Deutschland Völkerschauen eine wichtige Rolle; diese hatte der Hamburger Carl Hagenbeck entwickelt. Es sollen um die 400 Schauen veranstaltet worden sein, die weitverbreitete Vorurteile über andere Völker, insbesondere über die sogenannten Wilden, bedienten.
Als im Jahr 1885 in Münster Australneger in einer derartigen Völkerschau gezeigt wurden, schrieb die regionale Presse über sie, dass sie „auf der tiefsten Stufe der Cultur“ stünden, dass „Buschmänner und Neger“ an „Hässlichkeit miteinander wetteifern“, und dass diese Menschen keinen „zur Auswanderungslust ins Land der Colonien […] reizen“ würden.
Die Völkerschauen zielten auf Publikumswirksamkeit und nicht auf Aufklärung. Dies zeigte sich beispielsweise im Karneval in Köln, als Australneger auf einem Karnevalswagen auftraten, die zuvor in einem Kölner Kuriositätenkabinett als Neger gezeigt worden waren.
In Berlin führte man Australneger vor, die auf einem öffentlichen Platz Schaukämpfe veranstalteten, die das Publikum erschrecken sollten.

### Nationalsozialismus
Die nationalsozialistischen Rassenvorstellungen gingen von einer Einteilung der Menschheit in drei geografischen „Großrassen“ Europide, Mongolide, Negride aus, die in jeweils zahlreiche Rassen unterteilt wurden. Die Nationalsozialisten hingen im Wesentlichen den rassistischen Vorstellungen des Anthropologen und Ethnologen Egon von Eickstedt an. Von Eickstedt verglich die Aborigines, neben anderen Völkern, mit jungen Gorillas.

### Aktuelle Verwendung
In den 1970/1980er Jahren kam der Begriff Neger in die öffentliche Diskussion und die Verwendung dieses Begriffs entspricht heute nicht einer politischen Korrektheit. Die Einteilung in drei „Großrassen“ hat sich in deutschsprachigen Enzyklopädien bis in die 1990er Jahre erhalten. Heute wird der Begriff Australneger kaum mehr verwendet. Australneger wird lediglich hin und wieder von Rechtsextremen verwendet, so beispielsweise in der jüngeren Vergangenheit von Horst Mahler, ehemals ein RAF-Mitglied.